# 刘增
刘增，镶红旗人，是一名清朝政治人物。
刘增曾于乾隆二十八年(1763年)接替蒋允焄任漳州府知府一职，乾隆二十九年(1764年)由張珽接任。